# فیادونه

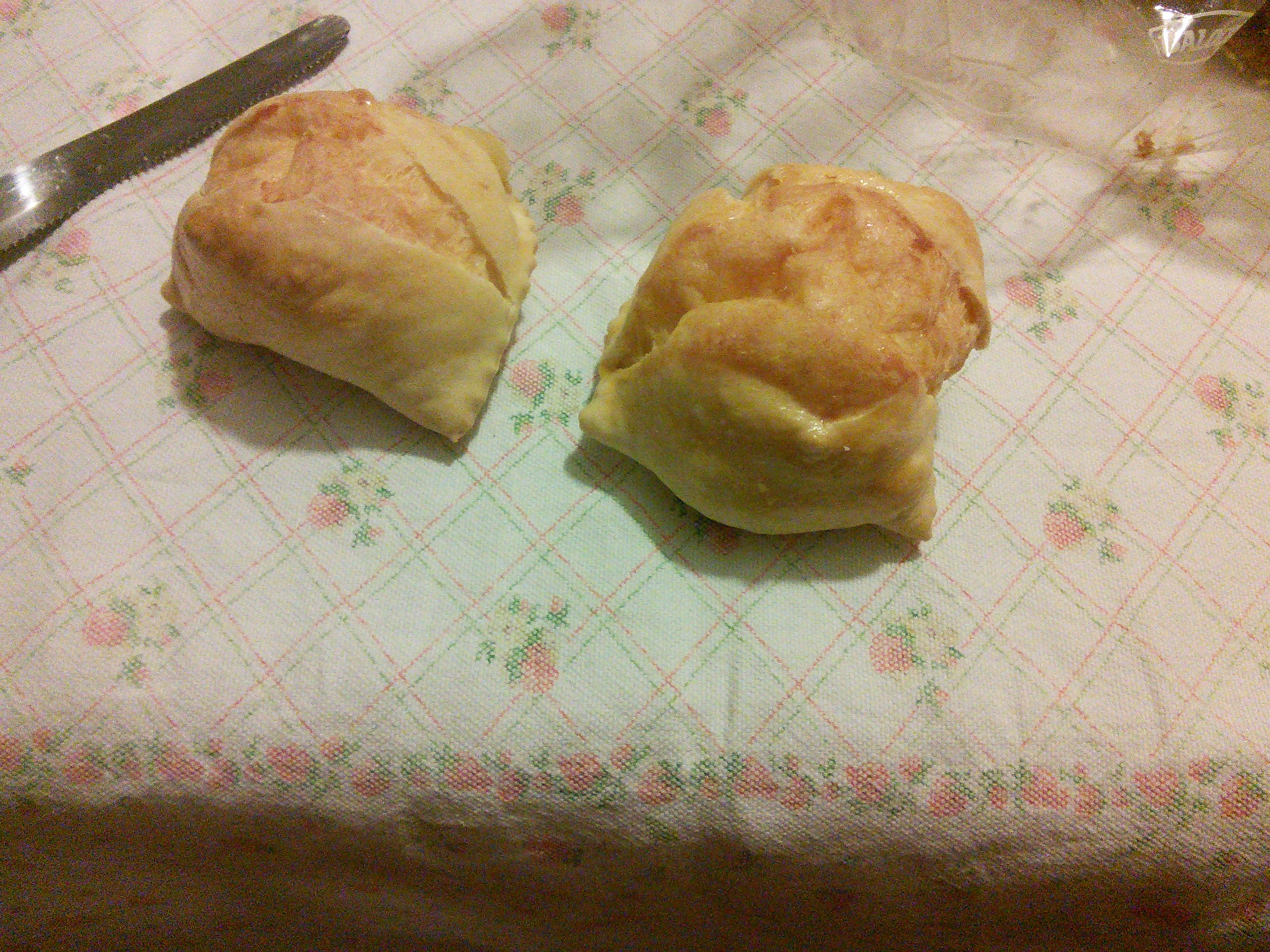
فیادونه.

فیادونه (کرسی: Fiadone) یک نوع کیک پنیر کرسی است که با بروچیو ، شکر، پوست لیمو و تخم مرغ تهیه می‌شود. فیادونه به شکل دایره‌ای یا مستطیلی تهیه می شود و می‌تواند به صورت سرد یا گرم تهیه شود. این کیک معمولاً در عید پاک تهیه می‌شود.